# Мачико Ногучи
Мачико Ногучи (яп. マチコ・ノグチ Матико Ногути) (англ. Machiko Noguchi) — персонаж вселенной Чужой против Хищника, впервые появилась в комиксе 1986 года Dark Horse Presents № 36, действия которого происходят в 22 веке. В качестве персонажа книги появилась в фантастическом романе Стива Перри «Добыча». В русскоязычном переводе варианты имени персонажа — Мачико/Матико/Машико.

## Биография
Мачико родилась в Японии, в семье инженера. Родители из-за сильной занятости на работе уделяли мало внимания девочке. Очередной удар по психике нанесло самоубийство отца. Повзрослев, Мачико устроилась на работу в корпорацию Chigusa, начав восхождение по карьерной лестнице. Стала супервайзером в животноводческом филиале фирмы в колонии Ryushi. Работа шла своим чередом, пока на планету не высадилась группа хищников устроивших сафари на чужих. Мирно работающие люди оказались между жерновов древней войны двух рас. В кровопролитном сражении из хищников остался молодой воин Дачанд, а из людей Мачико. Ради спасения им пришлось объединить силы. Дачанд, перед смертью, посвятил Мачико в воины его клана, отметив ей на лбу особым знаком и дав новое имя — Да’дтоу-ди, что переводится с языка яутжа как Маленький нож. Мачико осталась единственной выжившей в столкновении трёх сторон, её дальнейшая судьба была связана с кланом хищников. Несколько последующих лет Мачико вошла в состав клана покойного Дачанда. Несмотря на её выдающиеся успехи на поприще хищников, последние часто подвергали её насмешкам из-за происхождения. Не унывая, Мачико частенько проявляла характер, не давая себя в обиду.
К счастью, Мачико довольно весёлый персонаж… У неё имеется свой особый взгляд на вещи
Спустя ещё время, клан Могучи стал затевать охоту на людей, что ей не понравилось. Из-за этого она добровольно вышла из состава клана, поселившись на планете Беллатрикс 2 в левом плече Ориона. Мачико долго не могла вести размеренную и рутинную жизнь, после многих лет проведённых в сражениях. Вскоре она открыла собственную сафари-компанию. Бизнес пошёл в гору, к ней часто обращались богатые клиенты, готовые заплатить большие деньги, чтобы поохотиться на опасную дичь.
Навыки Мачико понадобились Корпусу колониальных пехотинцев, которые желали уничтожить угрозу хищников. Как оказалось, на одну из горнодобывающих колоний было совершено нападение группы хищников, которые, как ни странно, использовали в качестве боевых животных чужих, что противоречит кодексу яутжа. Решив разобраться, Мачико, вместе с помощниками и морпехами, направляется на базу хищников. После непродолжительных переговоров выяснилось, что нападавшие яутжа являются ренегатами, нарушившими законы хищников. Впоследствии стало ясно, что ренегаты смогли контролировать чужих тем, что держали Королеву подальше, а также используя определённый ферромон. Мачико стала дипломатом, посредником между людьми и хищниками, так как она единственная понимала язык яутжа. Понеся большие потери, объединённые силы хищников и людей смогли помешать ренегатам, и чужие вышли из под контроля. Сама Мачико стала перед выбором, сбежать с людьми или остаться и умереть вместе со своим кланом яутжа. Решив бежать, она была остановлена лидером клана. Она стояла перед ним и, не сопротивляясь, ждала смерти от его рук, однако он пощадил её, и прожёг отметину на её лбу, навсегда изгнав из клана.

## Характеристики
Благодаря сильной воле, она выжила сначала в кровопролитной схватке чужих и хищников, а потом влилась в клан яутжа, в котором велась жёсткая конкурентная борьба. В качестве хищника она научилась навыкам яутжа, в том числе в некоторой степени освоила их язык, что часто помогало в переговорах между людьми и яутжа. Она освоила технологии хищников и вполне может справляться как с оружием, так и с техникой.
Мачико соответствует амплуа Final girl — героиня, являющаяся последней выжившей; она продолжила линию персонажей, начатой с Эллен Рипли, то есть обычной женщины, вынужденной круто поменять свою жизнь, дабы победить смерть, став девой-воительницей.

## Романы
- «Добыча», Стив и Стефани Перри, 1994 год[5].
- «Планета охотников», Дэвид Бишофф, 1994 год[6].
- «Война», Стефани Перри, 1996 год[7].

## Комиксы[4][8]
- Dark Horse Presents (1986) — #36
- Predator (1990) — #5
- Aliens vs. Predator (1990)
- Aliens (1992) — #7, Dark Horse Comics
- Wydanie Specjalne (1992) — #11
- Aliens vs. Predator: War (1995)
- Aliens vs. Predator: Duel (1995)
- Aliens vs. Predator Omnibus (2007)
- Aliens Vs. Predator Special Collector’s Edition (2010)
- Aliens Vs. Predator: One for One (2010)
- Aliens vs. Predator: Three World War (2010)[9][10]

## Игрушечная продукция
Компаниями Hot Toys и SideShow были выпущены игрушки в виде Мачико.

## Экранизация
- В 1991 году должен был выйти фильм Питера Бриггса, но он был отложен. Главным героем должен был стать японец Хироко Ногучи, прообразами которого послужили Мачико и её любовник Хироки Шимура[14][15][16].
- Фильм «Чужой против Хищника» по сценарию Питера Бриггса[17][18] частично основан на романе Стива Перри «Добыча», в фильме вместо Мачико заняла Алекса Вудз, роль которой исполнила Сэна Латан[19][20][21].

## Косплей
- Мачико была представлена в 2010 году на фестивале в Маниле[22].
- На Комик-коне 2012 года в Нью-Йорке модель Николь Джин выступала в образе Мачико Ногучи[23].